# Domenico Virgili
Domenico Virgili (Napoli, 1963) è un direttore d'orchestra italiano.
Nasce a Napoli e si diploma brillantemente, in Pianoforte, Cembalo, Composizione e Direzione d'orchestra al Conservatorio “S. Pietro a Majella “di Napoli, parallelamente agli studi umanistici DAMS, perfeziona la direzione frequentando master di specializzazione musicale tenuti a Zurigo-Vienna-Praga-Salisburgo.

## Carriera
Inizia la carriera come pianista e cembalista in formazioni cameristiche, tenendo concerti in Italia, Francia, Germania, e Spagna. Fin da giovanissimo, l'accademico Roberto De Simone gli affida la direzione di tutte le sue più importanti produzioni.
Cholera, Intifada per Masaniello, Requiem in memoria di Pierpaolo Pasolini, La gatta cenerentola, L'opera dei centosedici, Li turchi viaggiano, Punto di partenza, Quanno Pazziavo ‘o strummolo, Quanno nascette ninno, Rosa del ciel, Da Apollo a Dioniso, Festa di Requiem. Intifada per Masaniello Re Bello.
Notato da Bernstein in una delle sue tournée inizia la sua presenza nei principali teatri e festival italiani ed esteri: Operà di Parigi, Southern Wells di Londra, Teatro Colon Di Buenos Aires, Gaisteg di Monaco, Opern di Francoforte, Mercat de la Flor di Barcellona, Festival Cervantino (Messico), S. Paulo Brasile, Stella d'Italia di Montevideo (Uruguay), Festival Latina (Sud America), New York Stati Uniti, Grec 2000 (Spagna), Festival di Taormina, Festival Quartier d'etè di Parigi, Festival de Musique Strasburgo, Staatsoper Under Linden – Berlino, Plaza Mayor Orense (Spagna), Gran Teatre del Liceu (Barcellona), Festival di Pasqua (Roma), Festival Internazionale di Pescara Monaco di Baviera-Brunnenhof Teatro S.Carlo, Opera di Roma, Teatro Piccolo di Milano, Teatro Massimo di Palermo, Teatro Bellini di Catania.
Fra gli eventi più importanti della sua carriera annovera 2 Concerti al Vaticano (Agosto 2005)ha diretto al Vaticano La Messa degli Umili in memoria di Papa Giovanni Paolo II (Luglio 2006)concertatore del concerto per il Papa Benedetto XVI(sala delle Benedizioni).
La sua approfondita conoscenza della danza classica lo porta a dirigere balletti come Il Lago dei cigni, Le corsaire, Romeo e Giulietta, Amleto, Il Pipistrello Petruska, La Sagra della primavera ,L'Uccello di Fuoco. Per la lirica ha in repertorio circa cinquanta opere classiche e contemporanee, la maggior parte rappresentate, come con il suo repertorio sinfonico ad ampio respiro, lo connota fra i musicisti più versatili del panorama italiano.
Ha curato l'orchestrazione dell'opera lirica “Don Cristobal Colon” di Pappalardo. oltre a scrivere musiche per una installazione d'arte per un'artista canadese, (Montreal e Vancouver). Sta terminando un saggio sulla storia della musica. Di nuova formazione cura un'orchestra da camera vocal-recitato con musiche di K:Weill. Grainger Nikolaj Kapustin È stato Segretario artistico di Mediaetas Teatro (R. De Simone).
In aprile 2012 Concerto alla Sala Sinopoli dell'Auditorium di Roma in "Pierpaolo Pasolini Poeta delle Ceneri" come direttore, pianista e orchestratore. Docente di Direzione d'Orchestra al Conservatorio di Musica di Monopoli.  

## Discografia e filmografia
- Media:“Gatta_Cenerentola_“(Einaudi-Rai-Palcoscenico)_DVD_Film_di_Roberto_de_Simone
- Media:“Li_Turchi_Viaggiano”CD_(etichetta_Tedesca)_Roberto_de_Simone
- “Specula et Gemini”CD (Raitrade) Bruno Tommaso e Roberto de Simone
- “I Bambini d'Europa”D.Virgili DVD Film
- “Concerto per il Papa” (Rai 1) DVD film
- “Tradizioni della Musica Napoletana”(TV di Stato Tedesca)documentario DVD film
- “Opera buffa del Giovedì Santo” DVD film